# Рене, Марвин
Марвин Рене (фр. Marvin René; род. 11 апреля 1995, Кайенна, Французская Гвиана) — французский легкоатлет, специализирующийся в спринтерском беге. Серебряный призёр чемпионата Европы 2016 года в эстафете 4×100 метров. Участник летних Олимпийских игр 2016 года.

## Биография
Родился в Гвиане, заморском департаменте Франции в Южной Америке. В детстве серьёзно занимался гольфом, выигрывал региональные турниры среди сверстников. Однако для тренировок ему приходилось каждый раз преодолевать расстояние 30 км от своего дома, поэтому в определённый момент родители решили, что Марвину проще будет заниматься лёгкой атлетикой. Тем более, что в клубе в родной Кайенне уже тренировалась его сестра.
Впервые заявил о себе в 2012 году, когда выиграл юношеское первенство страны в беге на 200 метров. Год спустя участвовал в чемпионате Европы среди юниоров, где дошёл до полуфинала на дистанции 100 метров и занял четвёртое место в эстафете 4×100 метров в составе сборной Франции.
Зимой 2015 года неожиданно стал бронзовым призёром национального чемпионата в беге на 60 метров (6,72), а спустя месяц улучшил личный рекорд на 100 метров с 10,46 до 10,26, благодаря чему обратил на себя внимание специалистов.
На чемпионате Европы 2016 года участвовал в эстафете 4×100 метров, где стал серебряным призёром (французы проиграли только сборной Великобритании).
Выступал на Олимпийских играх в Рио-де-Жанейро, где вместе с партнёрами по команде занял 11-е место в предварительных забегах и не смог отобраться в финал эстафеты.

## Основные результаты
| Год  | Турнир                          | Место проведения         | Дисциплина       | Место       | Результат |
| ---- | ------------------------------- | ------------------------ | ---------------- | ----------- | --------- |
| 2013 | Чемпионат Европы среди юниоров  | Риети, Италия            | 100 м            | 13-е (1/2)  | 10,75     |
| 2013 | Чемпионат Европы среди юниоров  | Риети, Италия            | эстафета 4×100 м | 4-е         | 40,07     |
| 2015 | Чемпионат Европы среди молодёжи | Таллин, Эстония          | 100 м            | 11-е (1/2)  | 10,50     |
| 2015 | Чемпионат Европы среди молодёжи | Таллин, Эстония          | 200 м            | 12-е (1/2)  | 21,44     |
| 2016 | Чемпионат Европы                | Амстердам, Нидерланды    | эстафета 4×100 м | 2-е         | 38,38     |
| 2016 | Олимпийские игры                | Рио-де-Жанейро, Бразилия | эстафета 4×100 м | 11-е (заб.) | 38,35     |